# Diecéze rožňavská
Diecéze rožňavská byla založena v roce 1776. Má rozlohu 7 000 km² a jejím současným biskupem je Stanislav Stolárik. Spolu s arcidiecézí košickou a diecézí spišskou tvoří slovenskou východní provincii.
Patronem diecéze je svatý Jan Nepomucký.